# Lunsford Lindsay Lomax
Pour les articles homonymes, voir Lomax.
Lunsford Lindsay Lomax (4 novembre 1835 - 28 mai 1913) est un officier de l'armée des États-Unis qui démissionne pour rejoindre l'armée des États confédérés au début de la guerre de Sécession. Il garde une forte amitié avec son camarade de West Point, Fitzhugh Lee, et sert sous ses ordres en tant que brigadier général lors de la campagne de l'Overland. Il prend ensuite le commandement du district de la vallée, où il supervise les opérations de collecte d'information des rangers de Mosby.

## Avant la guerre
Né à Newport, Rhode Island, fils de l'officier d'ordonnance natif de Virginie Mann P. Lomax, Lunsford Lomax est nommé « at-large » à l'académie militaire de West Point, New York, et est diplômé en 1856 avec son camarade de promotion et ami Fitzhugh Lee. Affecté dans le prestigieux 2nd Cavalry regiment, Lomax combat sur la frontière et sert pendant le Bleeding Kansas pendant les années précédant immédiatement le conflit.

## Guerre de Sécession
Lomax démissionne de l'armée en avril 1861, et peu après accepte une commission de capitaine dans la milice de l'État de Virginie et est affecté à l'état-major de Joseph E. Johnston en tant adjudant général adjoint. Lomax sert plus tard en tant qu'inspecteur général pour Benjamin McCulloch, devenant lieutenant colonel avant d'être transféré sur le théâtre oriental.
Nommé colonel du 11th Virginia Cavalry à temps pour la campagne de Gettysburg, Lomax est promu brigadier général à la suite de la bataille. Lomax combat avec sa brigade sous le commandement de la division de son vieux camarade de promotion Fitzhugh Lee de Culpeper Court House jusqu'à la Wilderness et autour de Petersburg jusqu'à ce qu'il soit promu major général en août 1864 lorsqu'il est affecté auprès de Jubal Early dans la vallée de la Shenandoah. 
Le 24 juin 1864, sa brigade rencontre celle du brigadier général Alfred Thomas Torbert, ouvrant la bataille de Saint Mary's Church, où la cavalerie confédérée de Wade Hampton tente d'intercepter en vain une colonne de wagon de ravitaillement protégée par la cavalerie sous les ordres de David McM. Gregg.
Après avoir éviter la capture lors de la bataille de Woodstock (en), Lomax reçoit le commandement du district de la vallée. Lorsque Richmond (en) est évacué, Lomax tente de joindre ses forces avec les hommes de John Echols (en) à Lynchburg, Virginie, mais n'y parvient pas. Lomax se rend finalement avec Joe Johnston en Caroline du Nord.
Le rôle de Lomax dans la formation des unités de partisans qui combattent en Virginie du Nord pendant la dernière partie de la guerre est moins connu. Dans un exposé fait au Caroline Harper Long peu avant sa mort, publié dans le Baltimore Sun en 1920 par Beth Rhoades, intitulé « Gray Ghost of the Confederacy », Mosby écrit :

« Le général Lomax était avec McCulloch dans le Tennessee occidental et après la mort de McCulluch, il était avec Van Dorn. À l'automne 1862, il a reçu l'ordre de Richmond d'exécuter une mission spéciale. Il fut affecté de nouveau auprès de Van Dorn juste avant Noël. Il était lieutenant colonel et est placé au commandement du 11th Virginia Cavalry. Lorsque Lomax était à Richmond, il a appris son futur transfert en Virginie. Il a envoyé un éclaireur du Tennessee pour évaluer situation en matière d'information militaire et mettre en place des éclaireurs partisan dans la vallée. Jusqu'alors, tout dans cette région avait été désorganisé et diffus [sic] et relativement inefficace. Lomax a voulu un système d'éclaireur identique au système véritablement excellent qui existait dans le Tennessee occidental. Il prit ses hommes parmi les éclaireurs du Tennessee occidental et choisit un homme du nom de Boyd. Il avait été détective du chemin de fer et il était parmi les meilleurs qu'il avait. Il est arrivé dans Richmond plusieurs jours avant que Lomax ne parte et Boyd se dirigea vers Staunton où il rencontra les détectives de Winder sous le nom de Turner. Boyd recruta et entraîna 35 ou 40 hommes dans les comtés de Rockingham, de la Shenandoah et d'Augusta et forma avec eux les Linville Partisan Rangers. Il leur appris les secrets de la reconnaissance, le captage des lignes télégraphiques, l'utilisation de la poudre explosive, et toutes les autres choses qu'un bon éclaireur doit savoir. Boyd était l'un des meilleurs éclaireurs de Van Dorn et fit un bon travail dans la mise en place de partisans dans la vallée. 

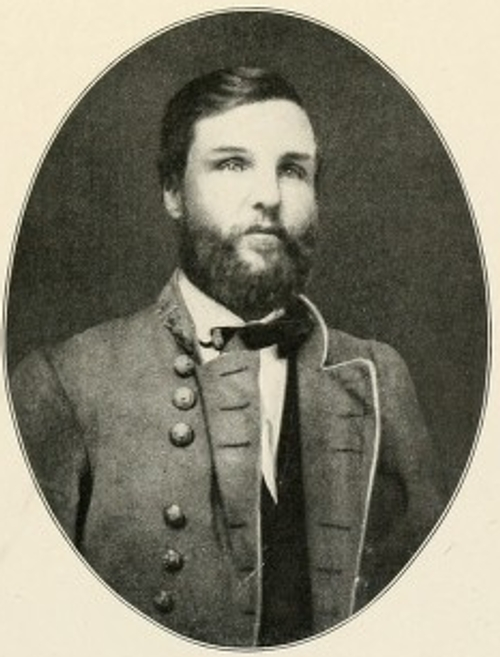
Le major général confédéré Lunsford L. Lomax

Lomax s'est arrangé pour que je commence les opérations indépendantes dans le comté de Loudon vers le Nord. J'ai débuté au début de l'année. À ce moment, je n'avais que quelques hommes, moins d'une douzaine mais nous avons rapidement grossi et entraîné les hommes que nous avions. Nous n'avons jamais été un grand groupe ni n'avons été désignés pour être une grande force combattante. Nous devions nous former et nous fondre dans la campagne en quelques minutes. Le secret était notre plus grand allié. Nous n'étions pas exercés comme des réguliers et nous n'avions pas de campement permanent où on doit faire les corvées tant détestées des réguliers. Nous utilisions des cloches de dîner et des sifflets pour prévenir et appeler au rassemblement... 
En juin de cette année, mon équipe était désignée sous l'appellation des 43rd Battalion Partisan Rangers. Mais, lors de son trajet retour vers le Tennessee Boyd a été capturé et en fait n'est pas revenu au Tennessee avant que Lomax ne soit transféré en Virginie. En février, après que la capture de Boyd ne soit connue, les Linville Rangers ont été placés sous le commandement de Jake Cook mais ne furent jamais officiellement reconnus par le gouvernement confédéré et ils ne furent jamais payés. Mais, ils ont été actifs dans la vallée et ont fourni des informations valables à Lomax. »

Ainsi, il est clair qu'une partie de l'opacité qui entoure la carrière militaire de Lomax vient du fait qu'il était le commandant de Mosby et plus indirectement des autres unités de partisans de la vallée qui ont fourni des informations au général Lee et aux autres. En fait, Mosby raconte à Caroline Harpern, une relation qui serait née dans les cercles aristocratiques de la vieille Virginie, la fille illégitime d'un célèbre politicien, qu'il n'aurait pas pu citer avant la mort de Lomax, de façon à le protéger, puisqu'ils sont de très proches amis, pendant et après la guerre.

## Après la guerre
Après Appomattox, Lomax s'établit dans une ferme dans les comtés de Caroline et de Fauquier pendant 20 ans, puis est nommé président du Virginia Polytechnic Institute en 1889. Servant pendant cinq ans, Lomax devient clerc dans le département à la guerre rassemblant et publiant les procès-verbaux officiels de la guerre et pendant un temps commissaire du parc national de Gettysburg (en).
Lomax meurt le 28 mai 1913 et est enterré à Warrenton, Virginia.